# Nimbus (Motocicleta)
Nimbus va ser una marca de motocicletes que va crear l'any 1918 a Copenhaguen (Dinamarca) Peder Andersen Fisker (1875-1975), el propietari de Nilfisk. Va deixar de fabricar els seus productes cap a l'any 1960.

## Història
L'empresa Fisker & Nielsen –Nilfisk– havia estat fundada per P. A. Fisker i H. M. Nielsen i fabricava màquines de neteja industrial i aspiradores; per iniciativa de Peder Andersen Fisker havia iniciat al 1906 la fabricació d'aspiradors amb motors elèctrics. Ja separat del seu soci, però mantenint el nom de la companyia, Fisker va idear una motocicleta que aspirava a superar els dissenys d'altres empreses.
Fisker va crear unes motos rígides, amb un motor molt potent, i va aplicar el seu coneixement d'enginyeria mecànica per crear una moto amb la capacitat d'arribar als 90 km/h amb facilitat. Però acusava problemes tècnics que sorgien al cap dels anys: patia sobreescalfaments al motor i la moto no era capaç d'arribar als 94 km/h, per una refrigeració deficient.
La fàbrica va crear el Model A, també anomenada Stovepipe, l'any 1919; el Model A & B s'havia fabricat entre el 1919 i el 1928. El Model C, també coneguda com a "moto de guerra", fou creat entre els anys 1932 i 1934. Totes aquestes motos compartien el mateix motor de quatre cilindres i gairebé 750 cc. Una bona part de la producció va ser venuda a l'exèrcit, al cos policial i al servei postal danès. També es va fer famosa perquè el seu Model C es va fer servir a la Segona Guerra Mundial.

### NimbusStove Pipe
La primera motocicleta Nimbus tenia un motor de quatre cilindres i 746 cc, una potència aproximada de 10 CV i un eix de transmissió diferent de la gran majoria de motos de l'època, que tenien un sistema de cadena. Assolia una velocitat màxima al voltant de 85 km / h i es podia equipar amb un sidecar. Aviat va adquirir el sobrenom de «tub d'estufa», és a dir, Stovepipe (Kakkelovnsrør) a causa de la gruixuda pipa rodona entre el seient i el manillar que, a més de formar part del xassís de la moto, contenia el tanc de gasolina. La suspensió de la Stove Pipe era molt bàsica.
Des de 1921, Nimbus va participar en les carreres de carretera que eren populars a l'època: Roma-Copenhaguen, París-Copenhaguen, Berlín-Copenhaguen. Hi obtingué bons resultats i va guanyar reconeixement i respecte. Malgrat això, també acusava algunes mancances que diferents prototips posteriors intentaven resoldre; per exemple, una mala refrigeració dels cilindres, cosa que feia que la capacitat de velocitat punta s'anés reduint a mesura que passava el temps. Stove Pipe va desenvolupar dos sub-models: la “Tipus A” i la “Tipus B”, totes dues amb els mateixos components, però no amb la mateixa refrigeració. Els intents per millorar-ne la suspensió no eren encara suficients.
El 1924, amb la introducció d'un impost sobre la venda de motocicletes i la recessió econòmica, la producció va minvar. Nimbus finalment havia creat 1.300 motocicletes d'aquests models al llarg de set anys.

### NimbusTipus C
El nou model Nimbus Type C, es va llançar al mercat a partir de 1934, quan les marques de la competència, com BMW i Harley, ja havien creat nous models que havien irromput en la vida quotidiana dels centres urbans. La nova Nimbus era un model completament redissenyat, la màquina de quatre cilindres incorporava un cap d'arbre de lleves, un marc de ferro pla rematat i una forquilla telescòpica, just uns mesos abans que BMW. El soroll del tub d'escapament, tan característic, li valgueren el sobrenom de Bumblebee (borinot).

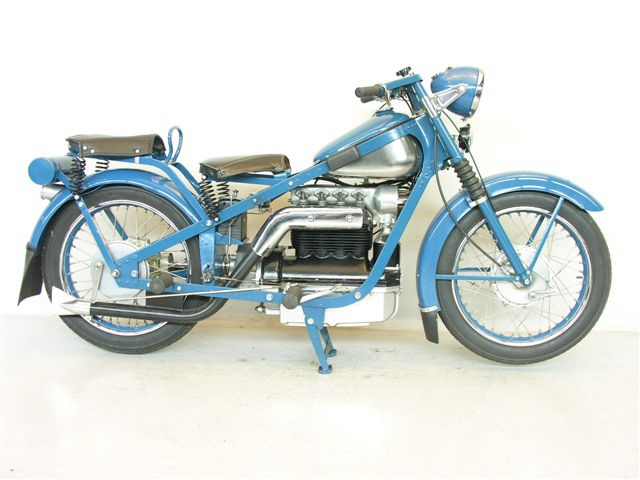
Motocicleta Nimbus de 1949

A diferència dels anteriors, aquest nou model aviat seria un èxit comercial i es convertiria en la motocicleta més venuda de Dinamarca. La seva reputació i fiabilitat van portar a la marca un contracte per equipar el govern danès durant la Segona Guerra Mundial. Durant els anys d'ocupació, entre 1940 i 1945, es va fer difícil per a Fisker & Nielsen obtenir els materials per a la producció i només es van fabricar unes 600 motos en aquest període. Fisker, juntament amb el seu fill Anders, van traslladar-se a Noruega a causa de la guerra. Aquesta moto es va continuar fabricant fins a l'any del tancament de la marca, el 1960: la producció va ser cancel·lada oficialment el 1959 i el 1960 es van lliurar les últimes màquines encarregades per l'exèrcit i el servei postal.
Durant el període d'existència de Nimbus, es van fabricar unes 12.000 motocicletes, de les quals en queden uns quants milers arreu del món, especialment a Dinamarca i probablement també a Suècia, Alemanya i els EUA; alguns exemplars es troben també en museus. L'agrupació Danmarks Nimbus Touring va ser fundada el 1974 i actualment té aproximadament 1.600 membres a Dinamarca i a l'estranger; amb les seves dades aquesta associació estima que encara existeixen 7.500 Nimbus, un nombre molt considerable, que és degut a la qualitat de les màquines i també a la dedicació dels propietaris per mantenir-les.
Actualment, hi ha molts tipus de motos que són molt millor que les Nimbus, però Anders Fisker va descriure així el boom de les motos que va viure el seu pare: “aquell va ser el començament de la nova era del motor, i el que va passar aleshores no té res a veure amb el que ha passat després”. Les motocicletes Nimbus mantenen el prestigi d'haver estat considerades una màquina sòlida, innovadora, d'un gran interès tècnic i amb bona durabilitat.